# Ferdinand Cron
Ferdinand Cron (* 1554 in Augsburg; † 1637 in Madrid) war Gewürz- und Edelsteinhändler in Indien.

## Leben und Wirken
Ferdinand Cron war der zweite Sohn aus der zweiten Ehe des Augsburger Kistlers Heinrich Cron († 1575) mit Anna Heidbrecht.
Ab 1576 war Ferdinand Handlungsdiener beim Welserschen Handlungshaus. 1587 wurde er zusammen mit Christoph Schneeberger für das Unternehmen Georg Fuggerische Erben für 6 Jahre nach Indien geschickt. Er blieb in Indien. Statt Reisekosten erhielt er das Mobiliar des von ihm bewohnten Hauses und die dazugehörigen Sklaven.
1592 heiratete er in Goa Maria Leytoa (* um 1569). Im selben Jahr brach Krieg in Malakka zwischen Spanien-Portugal, Holland und England aus (bis 1600), womit alle Lissabonner Pfefferlieferungen ausfielen und der Pfefferpreis in Europa ungeahnte Höhen erreichte. Die vom deutsch-italienischen Konsortium betriebene Faktorei in Goa wurde aufgelöst.
Der Augsburger machte sich selbständig. Es gelang ihm, in Macao, mit Krediten an die Vizekönige und Informationen eine bedeutende Rolle im Geschäft zwischen Indien und den „Philippinen“ einzunehmen, was ihm ein großes Vermögen einbrachte. Er kam bis China und Japan. 1598 konnte er durch Verbindungen den Vizekönig von Portugal vor der auslaufenden holländischen Flotte warnen. 1619 wurde er wegen Spionageverdachts inhaftiert oder tauchte als Bankrotteur unter. 1624 wurde er aus Indien ausgewiesen. Danach lebte er in Lissabon, ab 1627 in Madrid.

## Töchter

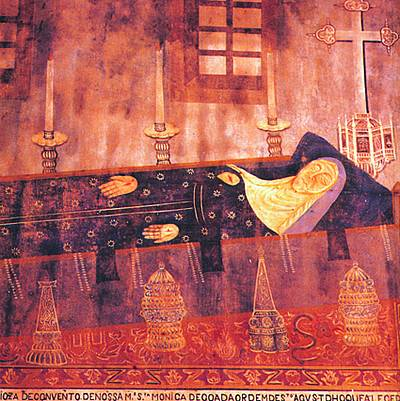
Ferdinand Crons Tochter Maria als Tote, Gemälde in der Kirche St. Monica, Alt-Goa.

Ferdinand Cron hatte mit seiner Frau 2 Töchter. Die jüngere, Maria Cron, wurde Nonne in Goa und wegen ihrer Stigmatisation als lokale Selige verehrt. Ihr Bild wird bis heute in der Klosterkirche St. Monica zu Goa aufbewahrt. Die ältere, Isabel Cron, erlangte zweifelhafte Berühmtheit, da sie an dem anlässlich der Heiligsprechung in Goa ausgestellten, unverwesten Leichnam des berühmten Asienmissionars Francisco de Xavier 1634 heimlich ein Fingerglied abbiss, um eine Reliquie von ihm zu besitzen. Die spektakuläre Tat erregte unter der Bevölkerung erhebliches Aufsehen und wurde von der Kirche schwer verurteilt. Daraufhin gab Isabele Cron den Finger zurück und stiftete zur Buße dem Heiligen ein kostbares Silberdiadem, besetzt mit Edelsteinen.